# 环己六酮
环己六酮也称为“六酮环己烷”或“三醌”，是一种碳氧化物。这种有机物的分子式为C6O6。六酮环己烷可看作是环己烷的六羰基取代物，也可视为一氧化碳的六聚物。环己六酮是乙烯四甲酸二酐的同分异构体。

## 历史
2006年5月研究人员实现了己六酮首次大量合成。如今市面上销售的环己六酮一般为环己六酮的八水合物或十水合物。

## 相关物质
玫棕酸根离子C6O62-拥有类似环己六酮的结构。只代一个负电荷的阴离子C6O6-也已被Richard B. Wyrwas和Caroline Chick Jarrold用羰基钼合成过程中一氧化碳的寡聚制得，并利用质谱法检测出来。
根据X光散射分析，以八水合环己六酮为名进行销售的化学试剂实为二水合十二羟基环己烷，一种会在95℃时开始分解的固体。
1966年，Natick Chemical Industries的H. E. Worne利用环己六酮合成了分子式为C10O8和C14O10的化合物，每分子的这两种化合物分别由两个和三个环己六酮分子聚合生成。H. E. Worne称这些新化合物是利用紫外线照射在环己六酮的热水溶液中产生的。

## “三醌”疗法骗局
20世纪40年代，William J. Hale声称环己六酮是威廉·弗雷德里克·科克所说的乙酸剂（分子式与乙烯二酮相同）的三聚体，所以也有类似乙酸剂治疗糖尿病、关节炎、小儿麻痹甚至癌症的能力。虽然没有任何研究能证实他或科克的观点，环己六酮仍被列入当时某些替代医学的药品配方中。